# Sportiva Argentina Buenos Aires
Sociedad Sportiva Argentina – argentyński klub sportowy z siedzibą w mieście Buenos Aires.

## Historia
Klub założony został w 1899 roku pod nazwą Sociedad Hípica Argentina. W 1904 roku doszło do zmiany nazwy na Sociedad Sportiva Argentina.
W 1912 roku doszło do podziału w futbolu argentyńskim, skutkiem czego dwie konkurencyjne federacje piłkarskie zorganizowały oddzielne mistrzostwa Argentyny. Skorzystał na tym klub Sportiva Argentina, który dopuszczony został do mistrzostw organizowanych przez federację Federación Argentina de Football. Debiut wypadł fatalnie - klub zajął ostatnie, 8 miejsce i nie wygrał żadnego meczu. Równie fatalnie klub wypadł w 1913 roku - ostatnie 10 miejsce oznaczało ostateczny spadek z pierwszej ligi, do której klub już nigdy nie wrócił.
Klub Sportiva Argentina przez 2 sezony rozegrał 32 mecze nie odnosząc żadnego zwycięstwa, remisując 2 mecze i doznając 30 porażek. Klub uzyskał łącznie tylko 2 punkty, zdobył 21 bramek, a stracił 82 bramki.
W 1921 roku klub Sportiva Argentina zakończył działalność.